# 久田宗弘
久田 宗弘（ひさだ としひろ、1946年12月19日 - ）は、日本の実業家。DCMホールディングス代表取締役会長兼CEO。愛知県常滑市出身。

## 人物
くろがねやがカーマと提携していた関係で同社長からカーマに転向し、社長に就任。その後、カーマが松山市に本社を置くダイキと提携関係となり、それにホーマックが加わる形で、DCM Japan（後のDCMホールディングス）を設立。この提携を経営統合にまで昇華させ、DCM Japanホールディングス（後のDCMホールディングス）を設立。カーマの社長と兼任で設立と同時に副社長に就任した。
ところが、コンプライアンス担当の副社長（ダイキの社長）が辞職したのに続き、ホーマック関係者からインサイダー問題で逮捕者（ホーマックと取引のある企業の社長）が出たことで、同社出身である前田勝敏社長が引責辞職したことに伴って、前田の指名を受け社長に昇格した。
後に、古巣であるくろがねやをDCM傘下に入れる方針となり、久田が元社長かつくろがねやの株主でもあったことから、利益相反の観点から、決議の取締役会から久田を除いて行われることになった。

## 略歴
- 1969年3月 - 横浜市立大学商学部卒業[1]
  - 卒業後、商社や小売業など複数の会社を経る[1]
- 1980年3月 - くろがねや入社
- 1992年8月 - くろがねや代表取締役社長
- 2001年7月 - カーマ顧問
- 2002年
  - 6月 - くろがねや取締役相談役、カーマ代表取締役副社長
  - 9月 - カーマ代表取締役社長
- 2006年
  - 3月 - DCM Japan代表取締役社長
  - 9月 - DCM Japanホールディングス代表取締役副社長
- 2007年
  - 5月 - DCM Japanホールディングス代表取締役社長、ホーマック顧問・ダイキ顧問（いずれも現職）
  - 6月 - カーマ顧問
  - 12月 - オージョイフル顧問
- 2009年9月 - DCMジャパン代表取締役社長
- 2010年6月 - DCMホールディングス代表取締役社長
- 2020年4月 - DCMホールディングス代表取締役会長兼CEO（現職）